# 斯捷波韋 (沃倫斯基新城區)
50°34′50″N 27°27′56″E / 50.58056°N 27.46556°E
斯捷波韋，是烏克蘭北部的村莊，隸屬日托米爾州的茲維亞赫爾區。該村始建於1994年，面積0.24平方公里，2001年人口154，人口密度每平方公里641.67人。